# Kościół św. Marcina Biskupa w Łużnej
Kościół pw. św. Marcina Biskupa w Łużnej – zabytkowy kościół parafialny w dekanacie łużniańskim diecezji tarnowskiej, w powiecie gorlickim województwa małopolskiego.

## Historia
Kościół został zbudowany w latach 1865–1872. W 1904 r. kościół został konsekrowany przez biskupa K.J. Fischera. Później był kilkakrotnie odnawiany, zwłaszcza po I wojnie światowej, podczas której został poważnie uszkodzony.

## Architektura kościoła

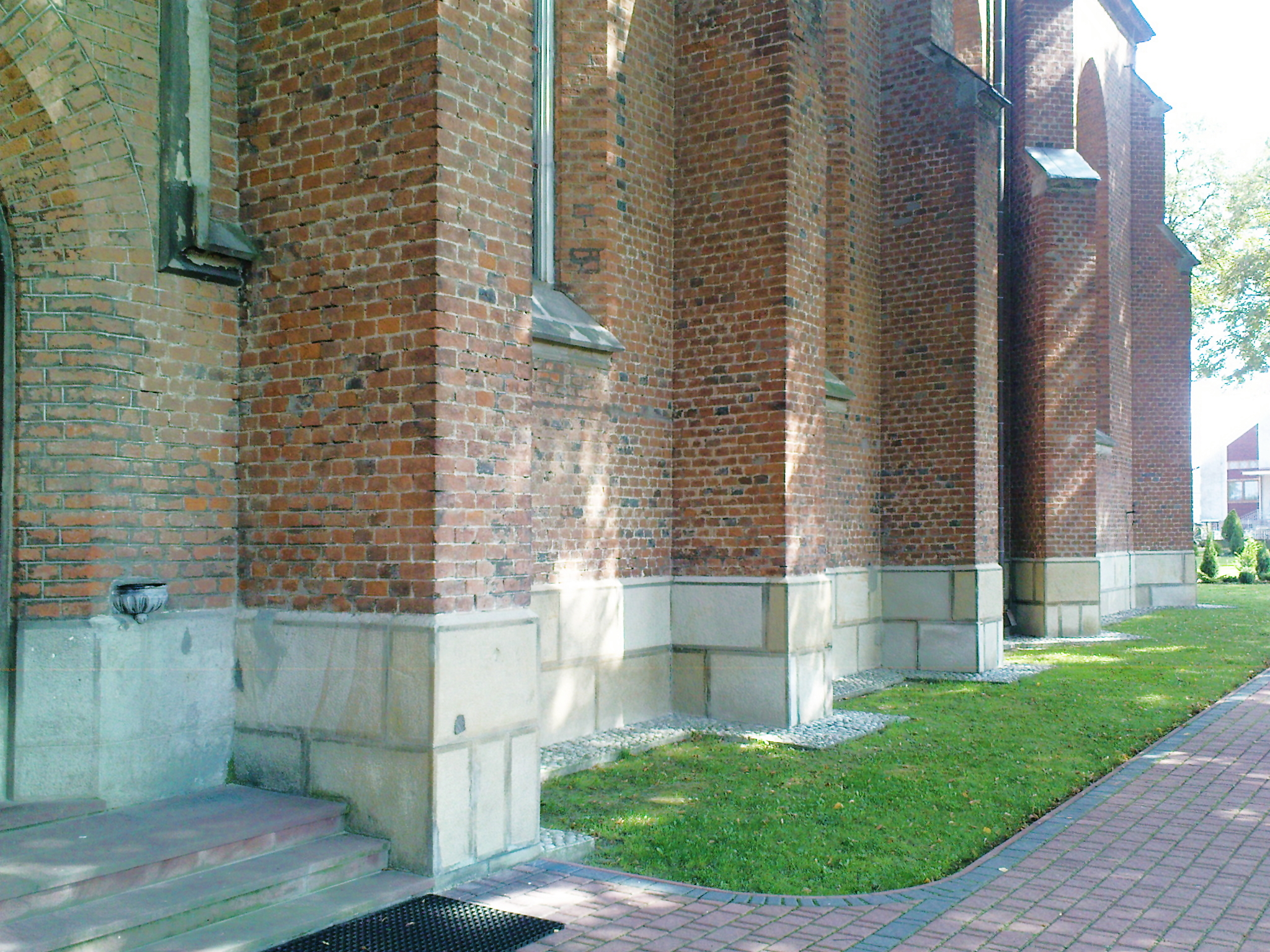
Południowa ściana boczna z przyporami

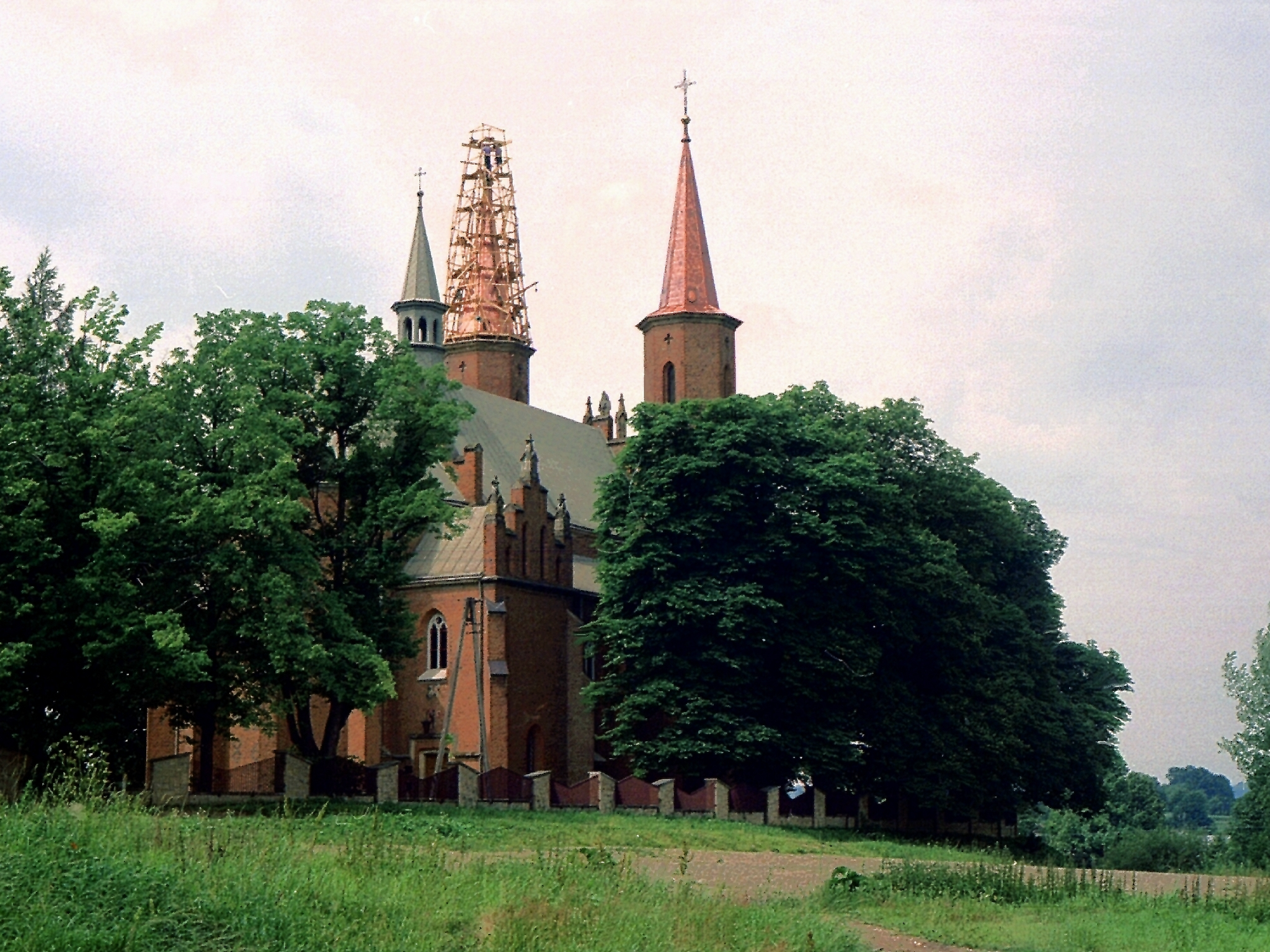
Wymiana miedzianej blachy na wieżach w roku 1997

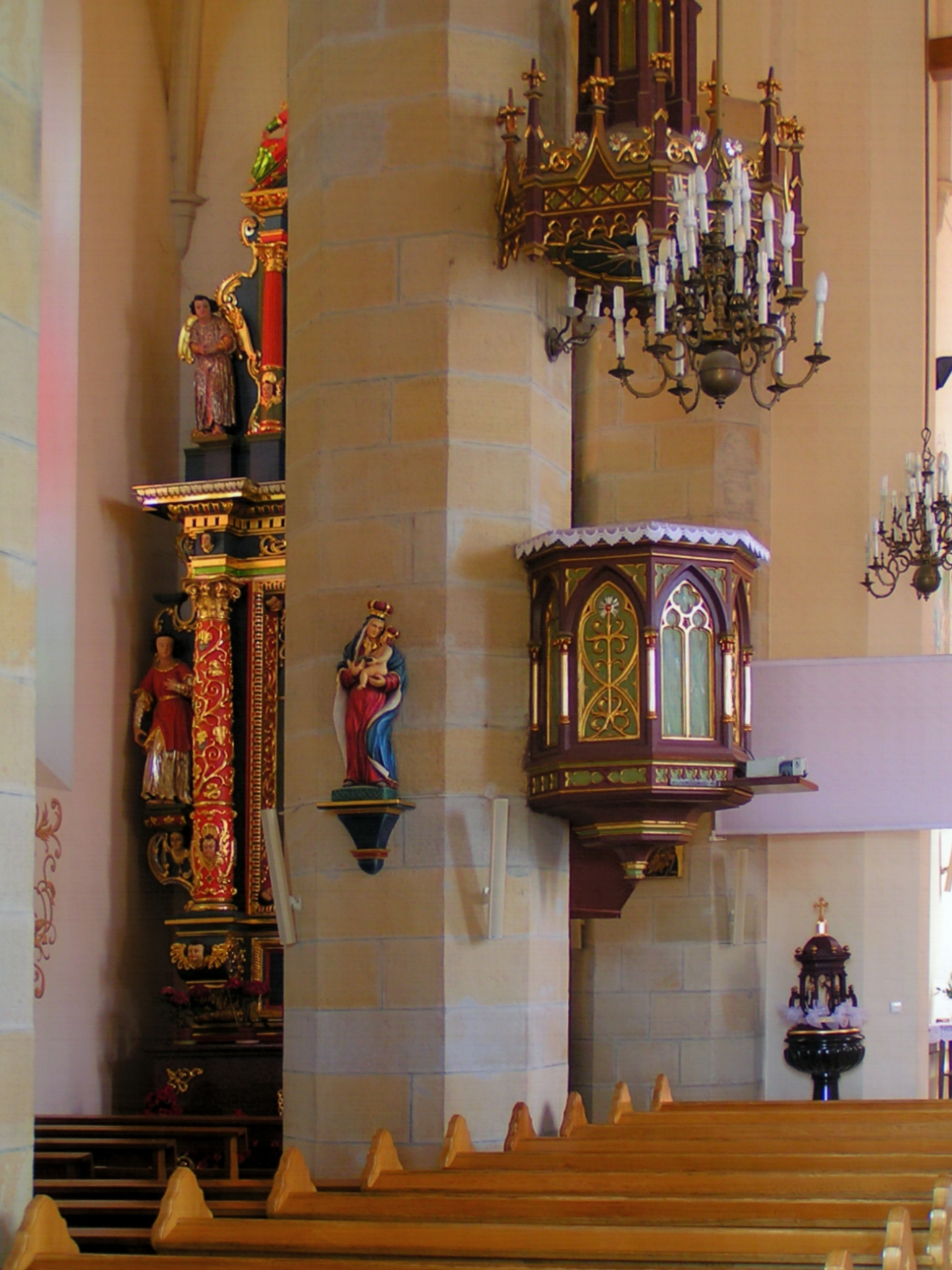
Wnętrze kościoła

Kościół neogotycki, trójnawowy, z węższym prezbiterium zbudowany głównie z cegły z użyciem kamienia. Na przedłużeniu bocznych naw usytuowano dwie symetryczne kaplice i przybudówki zakrystyjne. Przy froncie dwie czteroboczne wieże, które w górnych kondygnacjach przechodzą w ośmioboczne. Wieże nakryte ostrosłupowymi hełmami. Ściany kościoła na zewnątrz opięte są uskokowymi przyporami. Prezbiterium i nawa główna pokryte są dachem dwuspadowym, zaś nawy boczne i przybudówki dachem pulpitowym. Wnętrze nakryte jest sklepieniami krzyżowo-żebrowymi. Nad główną nawą usytuowano wieżyczkę na sygnaturkę. Dachy i hełmy wież pokryte blachą miedzianą.

## Wnętrze kościoła
Ołtarze główny i boczne neogotyckie z drugiej połowy XIX w. W ołtarzu głównym rzeźba Chrystusa Ukrzyżowanego. Natomiast ołtarze w bocznych kaplicach wykonano w XVIII w. w stylu późnobarokowym według tradycji w Żytomierzu lub Żółkwi. Marmurową chrzcielnicę oraz neogotycka ambonę wykonano również pod koniec XIX w. Na chórze umieszczone są 14-głosowe organy  wybudowane przez Jana Śliwińskiego ze Lwowa około 1900 r. Były one przebudowywane w późniejszym czasie prawdopodobnie przez nowosądeckich organmistrzów. W kościele również jest barokowy krucyfiks z XVII w., pochodzący prawdopodobnie z kaplicy braci polskich w Woli Łużańskiej. Wnętrze kościoła zdobią również stare obrazy: Matka Boska z Dzieciątkiem, późnorenesansowy z przełomu XVI i XVII w.; Chrystus ogrodnik, renesansowy z XVII w.; św. Jan Chrzciciel, renesansowy z pierwszej połowy XVII w.; św. Anna nauczająca Marię, barokowy z pierwszej ćwierci XVIII w.; św. Marcin Biskup, późnobarokowy z pierwszej połowy XVIII w.; Ecce homo, barokowy z XVIII w. Na wieżach zawieszone są trzy dzwony: Marcin, Maria oraz Józef, odlane w Bielsku-Białej w 1947 r., które zastąpiły trzy poprzednie zagrabione przez Niemców w 1941 r., wiszące ówcześnie na nieistniejącej już, wolno-stojącej, drewnianej dzwonnicy umiejscowionej w południowo-wschodniej części placu kościelnego.